# Hor II
Hor II (fl. XVII secolo a.C.) è stato un sovrano dell'antico Egitto inserito nella XIII dinastia.

## Biografia
Secondo alcuni storici contemporaneo di Neferhotep II, di cui potrebbe essere stato tributario, regnò su una piccola parte dell'Alto Egitto.
Noto solamente per il Canone Reale e per un blocco iscritto proveniente da Tod riportante il prenomen Sewadjkara.
Benché il Canone Reale gli attribuisca 5 anni di regno alcuni storici, in accordo con Alan Gardiner, gli assegnano un regno di un solo anno.

## Liste Reali
| N5 | s | M13 | D28 | Z1 | G7 | G5 | M17 |

| N5 | s | M13 | D28 | Z1 | G7 | G5 | M17 |

| N5 | s | M13 | D28 | Z1 | G7 | G5 | M17 |

| N5 | s | M13 | D28 | Z1 | G7 | G5 | M17 |

| N5 | s | M13 | D28 | Z1 | G7 | G5 | M17 |

| N5 | s | M13 | D28 | Z1 | G7 | G5 | M17 |

| N5 | s | M13 | D28 | Z1 | G7 | G5 | M17 |

| N5 | s | M13 | D28 | Z1 | G7 | G5 | M17 |

## Cronologia
| Periodo                    | Dinastia | periodo di regno                             |
| Secondo periodo intermedio | XIII     | tra il 1670 a.C. ed il 1660 a.C. (± 50 anni) |

| Autore  | Anni di regno         |
| ------- | --------------------- |
| Redford | 1691 a.C.             |
| Ryholt  | 1669 a.C. - 1664 a.C. |
| Franke  | 1647 a.C.             |

| predecessore: Neferhotep II | Signore del Basso e dell'Alto Egitto | successore: Sobekhotep VII |

| Dinastie contemporanee | Capitale     |
| XIV                    | Xois/Avaris  |
| XV dinastia            | Avaris       |
| XVI                    | Avaris/varie |